# Крафт, Сэмми Кейн
Сэ́мми Кейн Крафт (англ. Sammi Kane Kraft; 2 апреля 1992 — 9 октября 2012) — американская актриса, певица и бейсболистка.

## Биография
Сэмми Кейн Крафт родилась 2 апреля 1992 года в США.
Одно время Сэмми Кейн вместе со своей семьёй жила в Нью-Йорке, но позже они переехали в Лос-Анджелес, чтобы девочка могла там полноценно заниматься бейсболом.
В 2005 году Сэмми Кейн сыграла в фильме «Несносные медведи» и в 2006 году получила премию «Молодой актёр».
Погибла в автокатастрофе 9 октября 2012 года.